# اوسی وانن
اوسی وانن (انگلیسی: Ossi Väänänen؛ زادهٔ ۱۸ اوت ۱۹۸۰) بازیکن هاکی روی یخ اهل فنلاند است.
از باشگاه‌هایی که در آن بازی کرده‌است می‌توان به ونکوور کناکز، فیلادلفیا فلایرز، و فینیکس کایوتیس اشاره کرد.